# دهستان تنگ چنار
تنگ چنار، دهستانی از توابع بخش مرکزی شهرستان مهریز در استان یزد ایران است.

## جمعیت
بر اساس سرشماری سال ۱۳۹۰  جمعیت این روستا بالغ بر ۲۰۰۰ نفر و حدود ۵۰۰ خانوار است.

## سایر اطلاعات
وجه تسمیه این نام از درخت بزرگ چناری است که در آن وجود دارد و در کنار آن قنات پرآبی قرار دارد. شغل عمده مردم آن کشاورزی و دامداری می‌باشد . دارای دهستان‌های زیادی است از جمله حسین آباد، مزرعه نو، حاجی شمس و...می باشد. هرسال در روز عاشورا مراسم تعذیه در حسینیه بزرگ این دهستان برپا می‌شود.